# القوات البرية الملكية السعودية
الجَيْشُ العَرَبِيَّ السُّعُودِيَّ أو رسمياَ القُوَّات البَرِّيَّة الـمَلَكِيَّة السُّعُودِيَّة من أكبر وأقدم فروع خدمة القوات المسلحة السعودية وواحدة من أركان الحرب العامة ضمن وزارة الدفاع، وهي القوة المعنية بشؤون العمليات العسكرية البرية، والمكلفة حسب المهام المعلنة لها بالدفاع عن أراضي المملكة، ومصالحها من التهديدات الخارجية.
تتوزع القوات البرية على ثمان مناطق عسكرية تغطي كافة النطاق الجغرافي للمملكة، ويتكون من عدة قيادات مناطق، وأسلحة مستقلة، وكليات، ومعاهد، ومدارس متقدمة، وتشكيلات، وإدارات، وهيئات، ومجموعات مختلفة، تتكاتف فيما بينها لتكون قادرة، وبكل كفاءة، على خوض غمار المعارك الحربية. وقد جاء تطور البنية الفكرية، والثقافية، والتنظيمية، والقتالية، للقوات البرية الملكية من خلال تطور قياداتها وأسلحتها الرئيسية، إضافة إلى ازدياد عديدها بشكل متطرد.
أعلى رتبة عسكرية في سلاح البر الملكي السعودي حالياً هو نائب رئيس هيئة الأركان العامة، ويشرف القائد العام للقوات البرية السعودية برتبة فريق (ركن) على كافة قيادات المناطق والأسلحة، وهو عضو في الدائرة العسكرية بمرتبة وزير، ويتم تخريج ضبّاط الفرع من الكلية الحربية بمدينة الرياض.

## التاريخ

العلم الحربي (1745– 1818)

### نشأة الجيش

العلم الحربي (1818– 1925)

لم يكن للدولة السعودية بعد إعلانها قبيل منتصف القرن الثامن عشر الميلادي، جيش منظم، بالمفهوم الحديث الذي نعرفه عن الجيوش المنظمة، المتخصصة بالشؤون الحربية. وإنما كان لها جيش جهاد، ينعقد لواؤه، لدى أمر الإمام بذلك، ويعلن النفير العام. وكانت تعبئة جيش الجهاد، كما ذكرها ابن بشر، في عهد الإمام سعود بن عبد العزيز، تتم عبر إرسال الإمام رجالاً من جنده، إلى القرى والمدن، والقبائل الخاضعة له، يجمعون رجالها للحرب، ويأمر مشايخ هذه المناطق وعمالها، بأن يعد كل منهم العدد، الذي كان يحدده لكل ناحية أو منطقة، ومعهم عتادهم ومؤنهم وذخيرتهم. وكان القائد يحدد للجميع ميعاداً معيناً، في مكان معين. وعادة، يكون قرب ماء معروف لدى الجميع. وكان يحدد للقرية أو القبيلة، المدة التي يستغرقها الغزو؛ ليعلم الجندي مقدار ما يكفيه من الزاد والذخيرة. وكان يرد إلى أهل القبيلة من يقدمونه، ويعيدهم إذا تقاعسوا عن الوفاء بالعدد المطلوب، أو كان العدد الذي قدموه ضعيفاً، أو غير مجهز باللازم من المؤن والرواحل، أو تأخر العساكر عن موعدهم المضروب لهم. وبعد الغزو يبدأ بتأديب تلك المجموعة.
كان تنظيم الجيش في عهد الأئمة يستطيع جمع قوات تقدر بمائة ألف مقاتل، من مختلف الأقاليم، مجهزين بالسلاح والمؤن. إضافة إلى غزو البدو، فإن الدولة كانت تطلب من القبائل البدوية جنداً، يراوح بين 30 و40 ألف جندي. وبذلك يقارب مجموع القوات مائة ألف. ولا توجد مدارس للتدريب العسكري، أو تهيئة العنصر المقاتل. إنما كانت المهارات الفردية، وما تعلمه كل منهم من فنون الضرب والطعن والفروسية، هي الأساس. وكان المقاتلون ينقسمون إلى أسلحة مشاة وخيالة وهجانة. كانت الحرب تعتمد على الشجاعة والكثرة في العدد، لأن فنون الحرب ونظمها التدريبية، تكاد تكون معدومة لديهم. ولكنهم يجيدون قتال الصحراء، وتحمّل أهواله. وكانت أسلحة المقاتلون السعوديون، لا تزيد على كونها أسلحة بدائية تقليدية، هي: البنادق التي تضرب بالفتيلة، والسيوف، والخناجر، والسهام، والرماح. وكانت الخطط الحربية تعتمد، في أغلبها، على المباغتة أو الهجوم، بواسطة الكمائن أو الحصار، أو أسلوب الكر والفر. ولم يكن للجندي السعودي المحارب راتب معلوم، إنما كان القائد يوزع الغنائم على الجيش، التي يحصل عليها، بعد انتصاره. فكانت الدولة تأخذ خمس الغنائم لبيت المال، ثم تباع الأخماس الأربعة الباقية الغنائم وتوزع على الجند. فكانت حصة الفارس سهمين، وحصة الرجل سهماً واحداً. وكانت القوات الغازية، تظل في حالة النفير هذه، حتى يصدر القائد الأعلى أمراً بالانصراف إلى أوطانها. وكان هناك حاميات سعودية، تدخل في عداد الجند الثابت في الوظيفة العسكرية. وظيفتها المحافظة على الأمن والنظام في المناطق. وكانت تستبدل، كل عام. إضافة إلى الحرس الخاص للإمام وولي عهده والأُمراء الآخرين.

(1925–)

### الجيش المعاصر
بتاريخ يعود إلى أكثر من قرن أُستحدث الجيش بصورة رسمية في الخامس من شهر شوال عام 1319 هـ الموافق الخامس عشر لشهر يناير لعام 1902 بالتشكيل العسكري الذي قاده الملك عبد العزيز بن عبد الرحمن الفيصل آل سعود لاستعادة الرياض، وقد أولى الملك المؤسس عناية خاصة للقوات البرية منذ ذلك الحين، قيادة وجنوداً وتسليحاً وتنظيماً. بدأ تنظيم الأجهزة الإدارية والتنفيذية للدولة قبيل إعلان المملكة، فنظمت الحكومة آنذاك فرق المقاتلين وصهرتها في بوتقة عسكرية نظامية، لتحويلها إلى جيش نظامي يليق بالإطار المشرق للمملكة الفتية. فتشكلت نواة الجيش العربي السعودي الإدارية في عام 1344 هـ أواخر ديسمبر 1925م باستحداث هيئة أركان حرب الجيش بمدينة الطائف وكانت أول التشكيلات فوج المشاة، وفوج المدفعية وفوج الرشاشات. وقامت وكالة الدفاع بعد إنشائها إلى جانب الدائرة العسكرية بمسؤوليات الجيش وتنظيم الهيئات العسكرية وإعطاؤها أسماء حديثة تبين ملامح مهامها وطبيعة تكوينها، وقد اختيرت مدينة الطائف لتكون مقراً للوكالة، وذلك لتواجد القوات العسكرية بداخلها ولمناسبة مناخها للتدريب، وللاستفادة من الثكنات العسكرية الموجودة بها قبل قيام الدولة الحديثة، كما اهتمت الوكالة بالجانب التعليمي وتطوير المدرسة العسكرية في ذلك الوقت؛ لتقوم بدورها في مجال التأهيل العسكري.
وطورت السعودية أيضا جيشها وترسانتها عبر تزويدها بأسلحة حديثة، مثل بنادق «لي-انفيلد»، و«روس انفيلد» البريطانية، وجي89، وبندقية ماوزر الألمانية. ودبابات كاردن لويد تانكت، وفيكرز متوسطة مارك الثانية من شركة فيكرز.

## الهياكل

### الهيئات الرئيسية

#### هيئة الإدارة
هيئة إدارة القوات البرية الملكية وهي من أقدم الهيئات في الجيش العربي السعودي، وكانت تسمى «إدارة الجيش». وكانت تضم في بدايتها، قبل عام 1391 هـ، رئاسة للهيئة وإدارة لخطط الأفراد والميزانية، وإدارة للسجلات العسكرية، وإدارة للشؤون العسكرية، وإدارة للبوليس الحربي، وإدارة لموسيقى الجيش، وإدارة للخدمات الطبية، وإدارة لشؤون الأفراد، وإدارة لشؤون المدنيين، وإدارة لشؤون موظفي الجيش، ومكتباً للوعظ والإرشاد، وديواناً للمحاكمات العسكرية، وديواناً للسجن العسكري في الرياض.
وفي عام 1391 هـ أُعيد تنظيم هيئة إدارة الجيش لتضم رئاسة الهيئة، وإدارة لخطط الأفراد، وإدارة لشؤون الأفراد المدنيين، وإدارة للشؤون الدينية، والإدارة العامة للخدمات الطبية، وإدارة للبوليس الحربي. ثم عُدِّل اسمها عند صدور التشكيل الجيد للقوات البرية في عام 1396 هـ، وضمت رئاسة للهيئة وعدة إدارات متخصصة لشؤون الأفراد، وللشؤون العسكرية، ولخطط الأفراد والتصنيف، ومركز لاستقبال وتجنيد المستجدين في الرياض، وإدارة لشؤون موظفي القوات البرية والمعهد الفني للقوات البرية. وتتولى هذه الهيئة شؤون الأفراد والموظفين والسجلات والشؤون العسكرية وما يتصل بها.

#### هيئة العمليات
هيئة عمليات القوات البرية الملكية وهي المسؤولة عن التدريب والخطط والعمليات للقوات البرية. وكان أول تشكيل لها في عام 1381 هـ باسم «هيئة العمليات الحربية»، وضمت ثلاث إدارات، هي: إدارة التنظيم والتسليح، والتدريب الحربي، والخطط والعمليات. ثم عُدِّل مسماها في عام 1397 هـ إلى «هيئة عمليات القوات البرية» ليضاف إليها في عام 1411 هـ مركز عمليات، وإدارة للشؤون الرياضية التي كانت قبل ذلك قسماً للشؤون الرياضية بإدارة تدريب القوات البرية. كما أضيفت لها مدرسة اللغات قبل أن يُغيّر اسمها إلى معهد اللغات العسكري. وكان يرتبط بهيئة العمليات الحربية سابقاً قيادة لمدارس الجيش ألغيت لاحقاً، وإدارة الثقافة والتعليم تشرف على مدارس الأبناء، أصبحت إدارة مستقلة تابعة للقوات المسلحة. كما كان يتبع لها أيضاً مدرسة للتربية البدنية، كانت موجودة في الطائف عام 1375 هـ وأُلغيت وضمت وظائفها إلى مركز ومدرسة المظليين والقوات الخاصة في عام 1398 هـ.

#### هيئة الاستخبارات
هيئة استخبارات وأمن القوات البرية الملكية وهي أول الهيئات التي شكلت في القوات البرية بعد تنظيمها الجديد في عام 1396هـ، وكان أول تشكيل لهذه الهيئة في عام 1403 هـ عبارة عن «إدارة استخبارات وأمن القوات البرية»، ثم تحولت عام 1405 هـ إلى هيئة استخبارات وأمن القوات البرية لتباشر أعمالها بتشكيل جديد مكوّن من إدارة للهيئة، وإدارة للأمن، وإدارة للاستخبارات. ولهذه الهيئة أهمية بالغة في إدارة الاستخبارات وتوفير المعلومات الأمنية للقوات البرية.

#### هيئة الإمدادات
هيئة إمدادات وتموين القوات البرية الملكية كانت تسمى هيئة «إمدادات الجيش»، وعندما تم تنظيم قيادة القوات البرية أعيد تشكيلها، وسميت «هيئة إمداد وتموين القوات البرية». وضم تشكيلها إدارات مختلفة، منها إدارة خطط إمدادات وتموين القوات البرية، وإدارة إحصاء المستلزمات العسكرية.

### الأقسام المستقلة
• يرتبط بقيادة القوات البرية عدة إدارات، وهي:
| - إدارة مفتشية القوات البرية - إدارة شؤون ضباط القوات البرية - إدارة شؤون موظفي القوات البرية - إدارة شؤون التخطيط والميزانية والمتابعة للقوات البرية - إدارة شؤون المشتريات الداخلية للقوات البرية | - إدارة الشؤون الدينية للقوات البرية - إدارة الشؤون الطبية للقوات البرية - إدارة الشؤون المالية والميزانية للقوات البرية - إدارة تدريب القوات البرية (وهي مستقلة حديثا عن هيئة العمليات) - إدارة الحاسب الآلي للقوات البرية (إدارة تقنية المعلومات) |

### القيادات المستقلة
• ترتبط بقيادة القوات البرية عدة قيادات مستقلة، وهي:

#### قيادة المنطقة العسكرية

##### النطاق الجغرافي
| م | قيادة المنطقة                     | المنطقة الإدارية      | العاصمة العسكرية |
| - | --------------------------------- | --------------------- | ---------------- |
| 1 | المنطقة الشمالية الغربية العسكرية | منطقة تبوك            | تبوك             |
| 2 | المنطقة الشمالية العسكرية         | المنطقة الشرقية       | حفر الباطن       |
| 3 | المنطقة الشرقية العسكرية          | المنطقة الشرقية       | الظهران          |
| 4 | المنطقة الجنوبية العسكرية         | منطقة عسير            | خميس مشيط        |
| 5 | المنطقة الغربية العسكرية          | منطقة مكة المكرمة     | جدة              |
| 6 | منطقة الطائف العسكرية             | منطقة مكة المكرمة     | الطائف           |
| 7 | منطقة المدينة المنورة العسكرية    | منطقة المدينة المنورة | آبار علي         |
| 8 | منطقة الإمدادات والتموين العسكرية | منطقة الرياض          | الخرج            |

##### المدن العسكرية

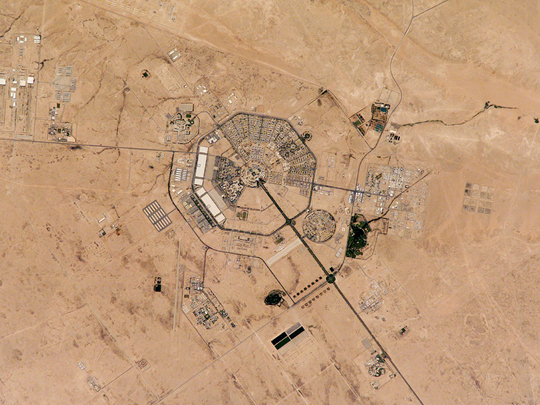
مدينة الملك خالد العسكرية

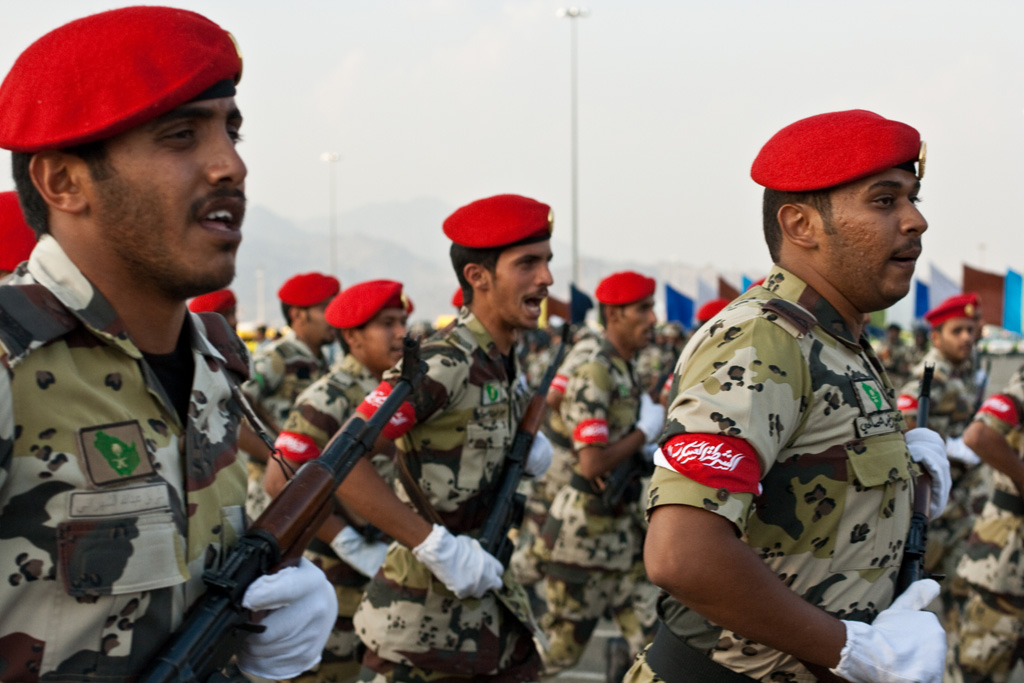
الشرطة العسكرية الخاصة قبيل موسم الحج

| م | المدينة                         | ملاحظات                                                                                                  |
| - | ------------------------------- | --- |
| 1 | مدينة الملك فيصل العسكرية       | أنشأت بالقرب من مدينة خميس مشيط في المنطقة الجنوبية في عام 1391 هـ ;1971                                 |
| 2 | مدينة الملك عبد العزيز العسكرية | أنشأت في المنطقة الشمالية الغربية، وافتتحها الملك فيصل في عام 1393 هـ ;1973                              |
| 3 | مدينة الملك خالد العسكرية       | أنشأت بالقرب من مدينة حفر الباطن في المنطقة الشمالية، وقد وضع حجر أساسها الملك خالد في عام 1396 هـ ;1976 |
| 4 | مدينة الملك فهد العسكرية        | أنشئت في المنطقة الشرقية، وافتتحها وزير الدفاع، والطيران، والمفتش العام في عام 1409 هـ ;1988             |

#### قيادة الشرطة العسكرية
تعتبر الشرطة العسكرية الخاصة للقوات البرية، صمام الأمان للقوات المسلحة، إذ يقع على عاتقها مهمة المحافظة على الضبط العسكري وتطبيق التعليمات ومراقبة تنفيذ العسكريين الأنظمة واللوائح.وتعتبر الشرطة العسكرية السلطة التنفيذية بحق العسكريين المخالفين للأنظمة والأوامر، وتنفيذ الأحكام الشرعية، والعقوبات الصادرة بحقهم، والإشراف المباشر على السجون العسكرية، ومنع العسكريين والمدنيين في المناطق الخاضعة للسلطة العسكرية من ارتكاب المخالفات بأنواعها ومن دخول المناطق المحرمة.كما تتولى الشرطة العسكرية منع أعمال التدمير والتخريب، وحراسة المناطق العسكرية، وتنظيم مرور وحراسة الحملات العسكرية، إضافة إلى التعاون مع السلطات المدنية في كل ما يتعلق بالقوات المسلحة.وفي مسرح العمليات يبرز دورها كوحدة إسناد قتال، وتشارك في أمن المناطق الخلفية، وحراسة الأسرى وإخلائهم، والمحافظة على النظام والقانون، والسيطرة على خطوط المواصلات والتحركات العسكرية.

ختم الكلية الملكية الحربية

#### قيادة الكلية الحربية
يُعد إنشاء أول مدرسة حربية في محافظة الرس في عام 1354 هـ، هو البداية لإنشاء الكلية الحربية فيما بعد. وكان يقبل في هذه المدرسة الحاصلون على شهادات دراسية دون الشهادة الابتدائية، وكانت مدة الدراسة آنذاك ستة أشهر. ثم انتقلت هذه المدرسة إلى مدينة الطائف في عام 1358هـ، وبعد دراسة روعيت فيها جميع الاعتبارات صدر مرسوم ملكي بإنشاء كلية حربية في مدينة الرياض، بتاريخ 27 صفر 1374 هـ، باسم «'كلية الملك عبد العزيز'». وافتتحت في شهر جمادى الأولى من عام 1375هـ ;22 ديسمبر 1955، لتصبح أول مدرسة علمية عسكرية في المملكة. ونتيجة لارتفاع مستوى التعليم في المملكة وازدياد الحاجة لتخريج ضباط ذوي تخصصات متعددة، رُفع مستوى القبول في الكلية إلى الثانوية العامة في عام 1380 هـ، وأصبحت مدة الدراسة فيها ثلاث سنوات، يمنح بعدها المتخرج بكالوريوس علوم عسكرية ويُعين ضابطاً في أحـد فروع القوات البرية. وتنقسم المناهـج فـي الكلية إلـى: علـوم عسكرية، ونسبتها 20، 45%، وعلوم أكاديمية ونسبتها 25، 34%، وأنشطة عامـة (مشاة وتربية بدنية) ونسبتها 55، 20%. ويُدرس العلوم الأكاديمية أعضاء هيئة التدريس المدنيين من حملة الشهادات العليا، الذين يطبق عليهم نظام الجامعات وكادرها. ويقبل في الكلية الطالب السعودي الأصل والمنشأ والولادة، الذي لا يقل عمره عن سبعة عشر عاماً ولا يتجاوز الرابعة والعشرين، والحاصل على شهادة الثانوية العامة بقسمها العلمي فقط. وأن يستوفي شروط القبول ويجتاز المقابلة الشخصية والكشف الطبي. وقد تخرجت أول دورة من الكلية ومنح خريجوها شهادة البكالوريوس في عام 1382 هـ. ومواكبة للتطور الذي شهدته المملكة في جميع الميادين، بُني مقر جديد للكلية وفق أحدث الأساليب المعمارية والهندسية، وزود بأحدث الوسائل التعليمية والتدريبية. وقد اختير الموقع قريباً من مدينة الرياض، ويطل على بلدة العيينة المشهورة تاريخياً حيث انطلق منها الشيخ محمد بن عبد الوهاب بدعوته السلفية، بمناصرة أمير الدرعية الأمير محمد بن سعود. وقد اكتمل الانتقال إلى مباني الكلية الجديدة في شهر محرم 1404هـ، بينما كان الافتتاح الرسمي في شعبان 1404هـ من العام نفسه، في حفل رسمي كبير.

### الأسلحة المستقلة
• ترتبط بقيادات القوات البرية الملكية السعودية مباشرة قيادات أسلحة مستقلة، تتبعها تشكيلات ميدانية متعددة ومعاهد ومراكز ومدارس للتدريب. وتتكون هذه الأسلحة مما يلي:

#### أسلحة المناورة القتالية

##### سلاح المشاة

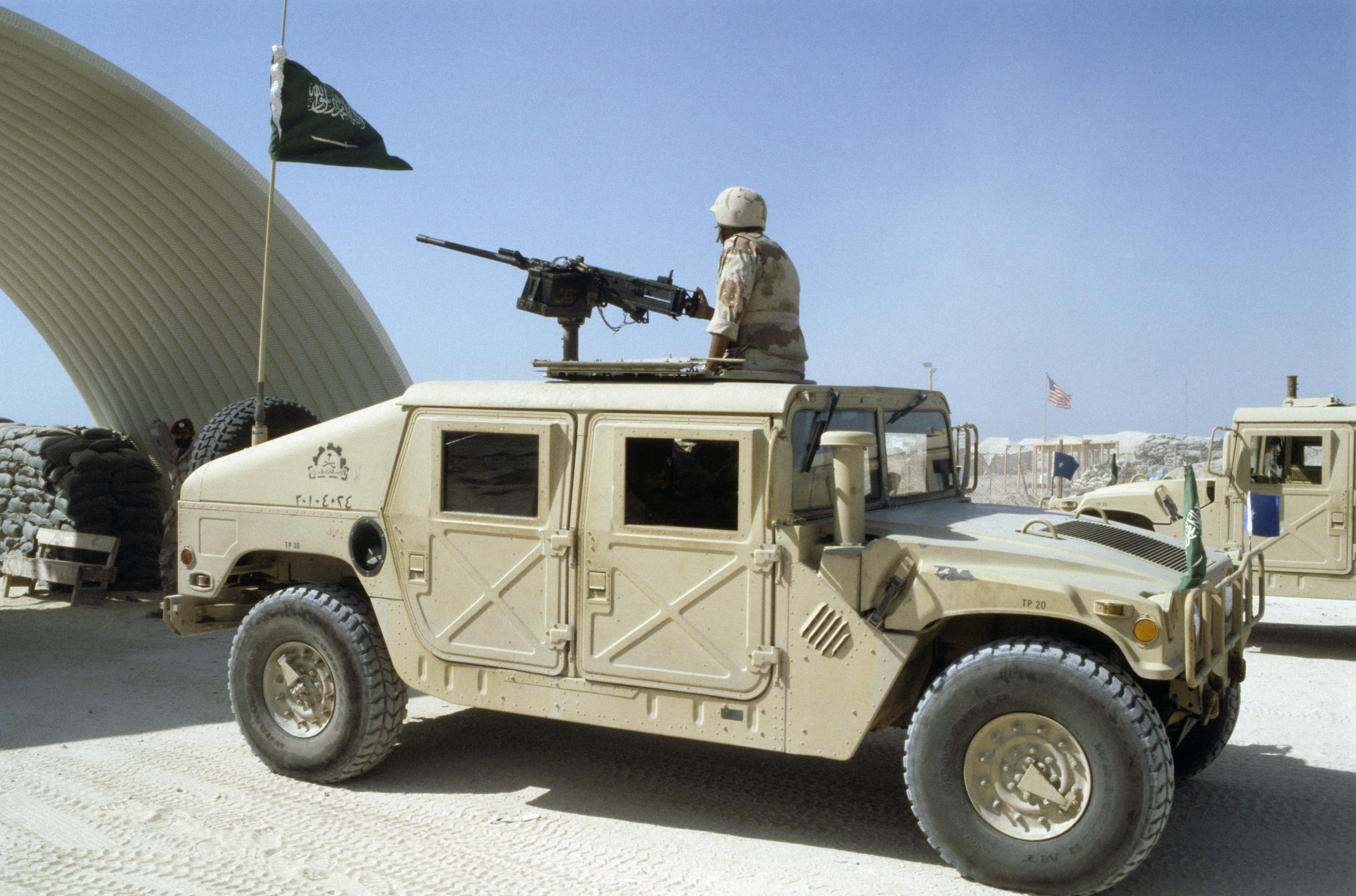
سيارة هامافي تابعة للقوات السعودية في مقديشو سنة 1993م

اعتبر جندي المشاة على مر التاريخ أهم ركيزة يعتمد عليها في الحروب، ووضح ذلك عبر جميع العصور، وبخاصة العصر الإسلامي، حيث كانت الدعامة الرئيسية لمسيرة النصر المجيدة في شتى الفتوحات الإسلامية التي قام بها المسلمون، ولهذا كان جندي المشاة العنصر الرئيس في الجيش والنواة الأولى التي تشكلت منها القوات البرية. كانت البداية الفعلية لسلاح المشاة هي تشكيل الجيش المكون من ستين رجلاً (يقدر بتشكيل فصيل في وقتنا الراهن) قادهم الملك عبد العزيز آل سعود ي لفتح الرياض في الخامس من شهر شوال عام 1319 هـ.

##### سلاح المدرعات

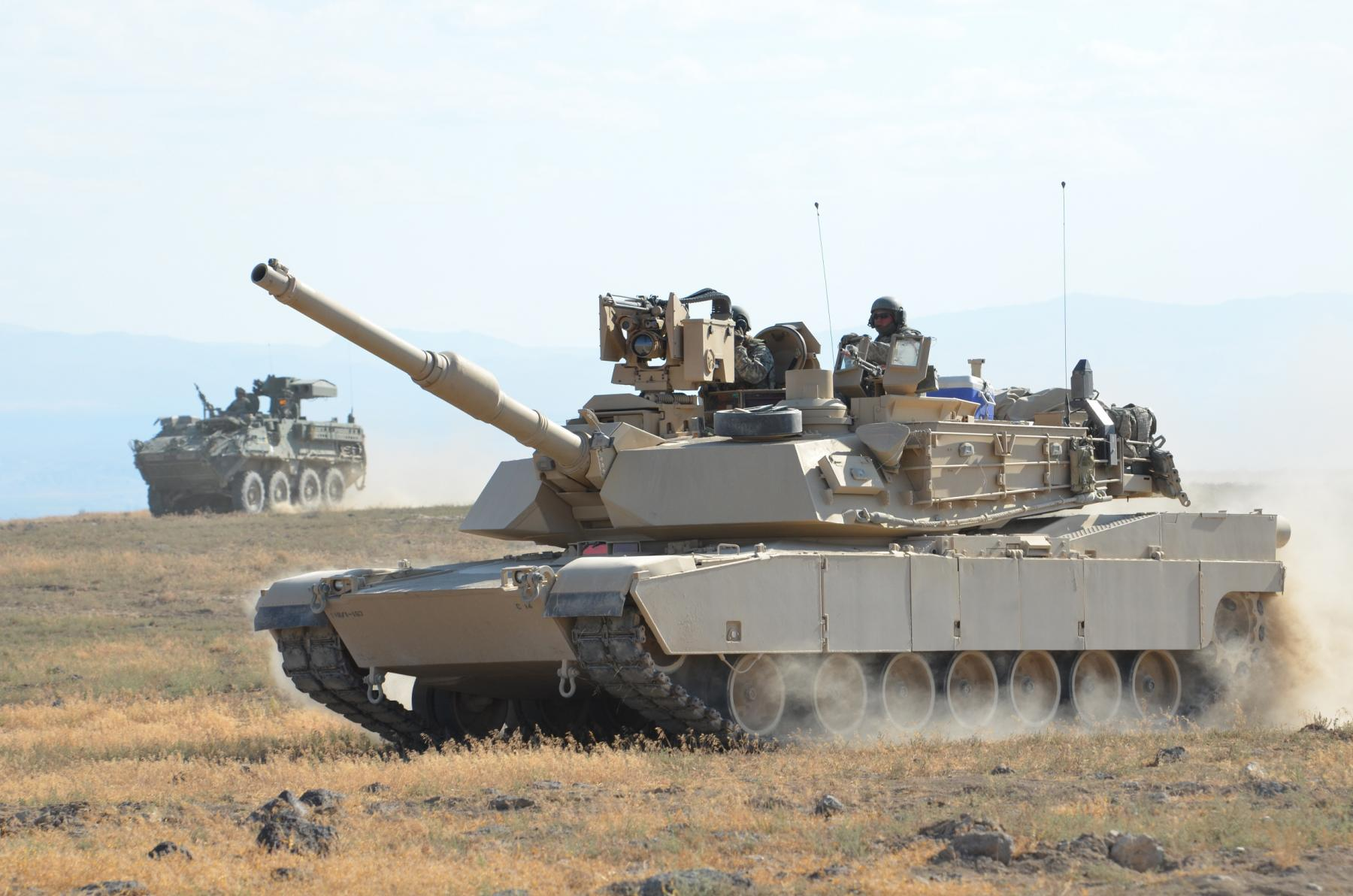
دبابة إم1 أبرامز

تعتبر الأسلحة المدرعة من أهم ركائز الجيوش الحديثة لما تتمتع به من كثافة النيران وقوة تحمل للصدمة وسماكة الدرع، وقد تم تطويرها مرات عديدة على مدى الثمانين عاماً الماضية. وسلاح المدرعات –أو سلاح الفرسان – من الأسلحة القديمة قدم التاريخ إذ كان التوأم لسلاح المشاة. وكان بدايته في الجيش السعودي عام 1348 هـ عندما أمر جلالة الملك عبد العزيز آل سعود بإنشاء مديرية الأمور العسكرية ليغرس بذلك النواة الأولى للجيش العربي السعودي النظامي. وعندما بلغت القوات النظامية في عام 1353 هـ حجماً كبيراً اقتضى الأمر تشكيل وكالة للدفاع بجانب مديرية الأمور العسكرية، وحينها شكل الجيش من ثلاثة فروع هي : سلاح المشاة وسلاح المدفعية، وسلاح الفرسان الذي كان أول تشكيل رسمي لسلاح المدرعات، بعد ذلك بدأ تكوين نواة سلاح المدرعات بتشكيل وحدات مدرعة صغيرة مقرها مدينة الطائف، وكان تأسيسها أول قيادة لسلاح المدرعات الحديث بتاريخ 1/9/1377 هـ بمسمى قيادة سلاح الفرسان. استمرت هذه القيادة حتى عام 1387 هـ عندما أحدث بتاريخ 1/7/1387هـ مكتب للإشراف على مشروع تحديث وتطوير الوحدات المدرعة، وذلك بجلب أحدث المعدات في ذلك الوقت من الأسلحة الفرنسية المختلفة، وعين على إدارته الأمير / عبد الرحمن بن فيصل بن عبد العزيز، إلا أنه تم بتاريخ 1/5/1392هـ دمج مكتب المشروع مع قيادة سلاح الفرسان، وتغيّر المسمى إلى سلاح المدرعات، وفي عام 1411هـ كلف المقدم الركن آنذاك / خالد بن بندر بن عبد العزيز بالإشراف على تطوير وتحديث وحدات سلاح المدرعات، حيث تم إدخال الدبابة الأمريكية (م 1 أ 2) ومدرعة البيرانا السويسرية للخدمة في سلاح المدرعات. وقد أصبح فيما بعد قائداً لسلاح المدرعات برتبة لواء ركن، ليستمر العمل على تطوير وتحديث جميع وحدات وتشكيلات سلاح المدرعات المختلفة للقوات البرية الملكية السعودية وتزويدها بأحدث المدرعات الموجودة في العالم، بالإضافة إلى تدريب الضباط والأفراد على استخدامها القتالي والفني لتواكب التطور العالمي في هذا المجال ولتكون قادرة على أداء مهماتها بفاعلية، وما زال هذا السلاح يشهد تطورا سريعا ويحظى بإمكانات متفوقه من ناحية التدريب والعتاد وقد أهتم هذا السلاح منذ نشأته على خلق القيادات الشابة من خلال خلق الفرص التدريبيه على أحدث المعدات سواء داخل المملكة أو خارجها.

##### سلاح المظلات
تتمتع وحدات المظليين وقوات الأمن الخاصة بمكانة خاصة في القوات البرية، إذ أن المنتسبين إليها ينتقون من النخبة المهيأة لتنفيذ أصعب المهام وأدقها.وبالتأكيد فإن حرب القوات الخاصة ذات نوع وشكل مختلف، ويعتبر منسوبوا هذه القوات من العناصر المؤهله التي تسند إليها أصعب المهام وأكثرها حساسية لتنفذها بسرعة وخفة حركة ودقة متناهية، معتمدين في ذلك على ما تلقوه من تدريب يعتمد بالدرجة الأولى على قوة التحمل ومواجهة الصعاب والاستعداد الدائم للعمل تحت مختلف الظروف والبيئات.

#### أسلحة الإسناد القتالي

##### سلاح المدفعية

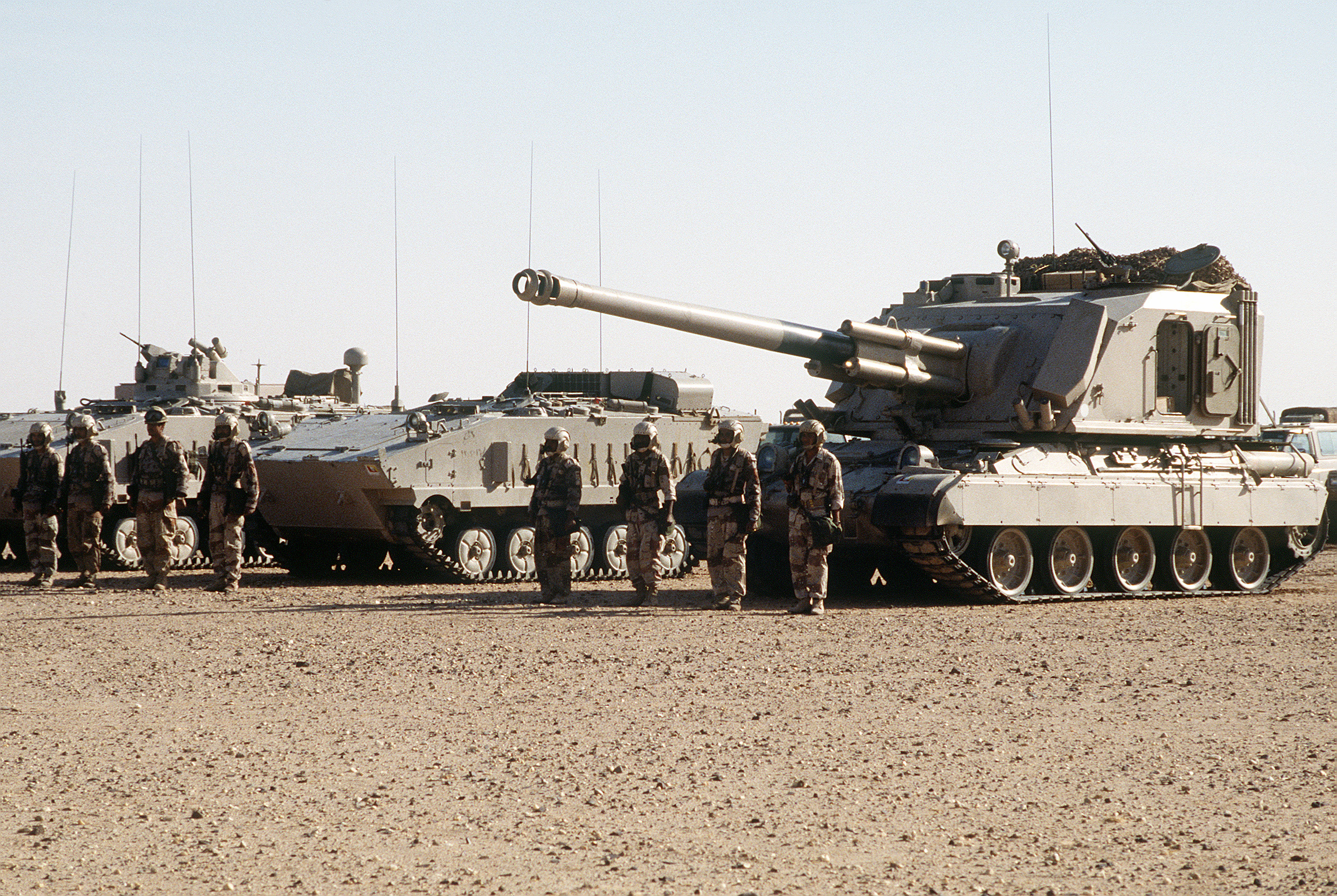
هاوتزر عيار 155 مم، GCT.

من خلال المعارك التي خاضها الملك عبد العزيز آل سعود ي لتأسيس المملكة العربية السعودية وتوحيد أرجائها، استطاع الاستيلاء على بعض المدافع العثمانية المصنوعة من البرونز فاستخدمها كأطقم وليس كوحدات أو تشكيلات نظامية. في عام 1348هـ أمر جلالته بإنشاء مديرية الأمور العسكرية التي كانت بداية غرس النواة الأولى للجيش العربي السعودي النظامية. وفي عام 1353هـ بلغت القوات النظامية حداً اقتضى معه الأمر تشكيل وكالة للدفاع بجانب مديرية الأمور العسكرية التي تكونت من ثلاثة فروع ؛ هي : سلاح المشاة وسلاح المدفعية وسلاح الفرسان، ويعتبر ذلك أول تشكيل رسمي لسلاح المدفعية. وبعد إنشاء رئاسة أركان حرب الجيش عام 1358هـ - 1359هـ ثم وزارة الدفاع والطيران (وزارة الدفاع حاليا) عام 1363هـ، بدأت النهضة الشاملة في كافة قطاعات الجيش، ومنذ ذلك التاريخ والجهود مستمرة في سبيل تطوير هذا السلاح وتزويده بالأسلحة والمعدات المتطورة ليواكب التطور الذي تعيشه قواتنا المسلحة في كافة المجالات، بالاستفادة من أفضل ما يوجد لدى ترسانات الأسلحة في العالم.

##### سلاح الإشارة
يربط سلاح الإشارة شرايين جسد القوات البرية ويأخذ على عاتقه مهمة تأمين اتصالات القوات البرية ورئاسة هيئة الأركان العامة والإدارات المرتبطة بها في السلم والحرب، وتطوير وسائل الاتصال المختلفة بما يتواكب مع تقنية الاتصالات العسكرية الحديثة على المستوى العالمي.وكانت أول نواة لسلاح الإشارة بدأت مع توحيد البلاد في عهد الملك المؤسس عبد العزيز بن عبد الرحمن آل سعود (ي)، عندما برزت الحاجة إلى وسائل اتصال عسكرية تنقل الأوامر والتعليمات والمعلومات والقرارات الحاسمة في الوقت المناسب من القيادات العليا إلى جميع الوحدات والتشكيلات حسب التسلسل القيادي أو العكس، وعمل السلاح على تطوير أنظمة الاتصالات في القوات البرية بإدخال السنترالات الرقمية الحديثة المتصل بشبكات الألياف البصرية التي تعد أحدث طريقة لنقل الاتصالات السلكية، كما يقوم السلاح بتطوير أنظمة الاتصالات التكتيكية وذلك بإدخال أجهزة حديثة ذات ميزات متعددة تحتوي على خاصية التشفير ومقاومة الحرب الإلكترونية.ويعمل سلاح الإشارة على استخدام أنظمة الأقمار الاصطناعية للربط بين مراكز الاتصال في المناطق العسكرية لتوفير أكبر قدر من سرعة الاتصال.

##### سلاح المهندسين
يعد سلاح المهندسين الملكي السعودي من الأسلحة الفاعلة في الحروب الحديثة، حيث يعمل على تسهيل حركة القوات البرية وتعطيل حركة القوات المعادية، وذلك بما يملكه من أجهزة ومعدات يستطيع بواسطتها بناء الجسور، وشق الطرق في المناطق الجبلية الوعرة، واكتشاف وتطهير المناطق الملوثة، وزراعة حقول الألغام وفتح الطرق فيها حتى تتمكن قواتنا البرية من عبورها إلى الهدف، وقد ظهرت فاعلية هذا السلاح جلياً خلال الحرب التي قامت بين العرب وإسرائيل في عام 1973م. وكذلك في الحرب التي فرضت على الجميع لتحرير دولة الكويت الشقيقة في عام 1411هـ.وكانت بداية تأسيس سلاح المهندسين في عام 1362هـ تقريباً عندما شكلت إدارة شعبة الإنشاءات، وأوكلت مهمة صيانة مباني الجيش إليها وكان مقرها بمدينة الطائف. وفي عام 1366هـ عدل المسمى من إدارة شعبة الإنشاءات إلى سلاح المهندسين الملكي السعودي، وفي عام 1374هـ تم نقل سلاح المهندسين الملكي السعودي من الطائف إلى الرياض مع انتقال وزارة الدفاع والطيران إليها، وأصبح من الأسلحة المساندة التي تتبع هيئة الإمدادات والتموين. وفي عام 1375هـ تم تشكيل أو فوج للمهندسين بالطائف، ثم أعيد تنظيم سلاح المهندسين في عام 1380هـ ليصبح من أسلحة إسناد القتال ومكوناً من قيادة السلاح بالإضافة إلى إدارة الأعمال الهندسية بالرياض، ومدرسة سلاح المهندسين بالطائف وفروع للمهندسين في المناطق وفوج المهندسين بالطائف.ونظراً لأهمية سلاح المهندسين في المساندة القتالية في الميدان، تمت في عام 1386هـ مراجعة تشكيل سلاح المهندسين وإضافة معدات المهندسين الثقيلة إلى فروع وسرايا المهندسين الميدانية.ومع بداية عام 1391هـ تم إحداث عدد من وحدات المهندسين، بالإضافة إلى عدد من وحدات إزالة القنابل في جميع مناطق المملكة، وبعض فرق الإطفاء.وفي عام 1397هـ تم تحويل وحدات المهندسين إلى وحدات آلية، وفي عام 1402هـ أدخلت الجسور متوسطة العوارض، والجسور المحمولة على الدبابات، وحصائر الطرق والمطارات المحمولة، بالإضافة إلى معدات زراعة الألغام وأجهزة الكشف على الألغام ومعدات فتح الثغرات ودبابات المهندسين لإزالة الموانع والاستحكامات الخرسانية. وتوالى التطوير ليتم في بداية عام 1418هـ إحداث إدارة جديدة للوقاية من أسلحة التدمير الشامل(1 جماد الأولى 1428هـ) تشكيل مختبر الوقاية من أسلحة التدمير الشامل بقاعدة الإمدادات والتموين بالخرج.ولم يتوقف تطوير السلاح عند هذا الحد فهناك عدة مشروعات مستقبلية لتطوير وحدات سلاح المهندسين لتواكب التطور الحاصل في أسلحة القوات البرية.

#### أسلحة الإسناد الإداري

##### سلاح الصيانة
يعد سلاح الصيانة من أهم الأسلحة في القوات البرية لما يقوم به من مسؤولية تجاه صيانة الأسلحة والمعدات والأجهزة والآليات، والمحافظة على جاهزيتها لتعمل في مختلف الأحوال والظروف بكفاءة عالية، وفقاً لنظام المستويات بدءاً من الصيانة الوقائية والصيانة المباشرة ثم العامة إلى مستوى القواعد الرئيسية، وتعتبر أول نواة لسلاح الصيانة كانت في عهد الملك عبد العزيز ي، عبارة عن ورش صغيرة تفي بمتطلبات ذلك الوقت إلى أن تم في عام 1369هـ إحداث تشكيل جديد يرتبط بهيئة الإمدادات وتموين الجيش سمي مساعد هيئة الإمدادات والتموين للصيانة والنقل، وفي عام 1375هـ تم فصل سلاح النقل عن سلاح الصيانة.ولكن بقي سلاح الصيانة بالتزاماته الفنية تجاه أعمال الصيانة والتموين الفني وبخاصة تزويد الجيش العربي السعودي بالمعدات والآليات وبقطع الغيار وفق أحدث الأساليب فقد تم في عام 1382هـ الموافق 1963م وضع برنامج لإدارة آليات الجيش بالاستفادة من خبرات سلاح المهندسين الأمريكي، وتم توقيع اتفاقية لتنظيم أعمال صيانة الأسلحة والعربات والآليات والتموين بقطع الغيار، ويعد سلاح الصيانة أول من استخدم الحاسب الآلي في المملكة العربية السعودية لصالح القوات البرية في عام 1386هـ الموافق 1966م لإدارة أعمال التموين الفني آلياً للتزود بالمواد الرئيسية وقطع الغيار والكراسات الفنية ليكون بذلك أول من أدخل هذا النظام بعد شركة أرامكو السعودية ووزارة المالية، وفي شهر يوليو من عام 1968م الموافق شهر جمادى الأولى 1388هـ تم تركيب حاسب آلي من نوع (آي بي إم 360) في قسم التموين، وتم تحويل العمل إلى النظام الآلي ليدار مركزياً من قيادة سلاح الصيانة، واقتصر استخدام الحاسب الآلي على أعمال التموين الفني وبعض الأعمال الإدارية بسلاح الصيانة ولخدمة أفرع القوات البرية من ناحية أعمال الصيانة والتموين، وقد أخذ سلاح الصيانة على عاتقه مسؤولية إكمال برنامج آليات الجيش في عام 1392هـ.، ويتولى سلاح الصيانة حالياً كافة أعمال الإدارة التموينية لصيانة جميع أسلحة وأجهزة معدات وعربات وآليات القوات البرية لتكون صالح لعمل في كل الأحوال والظروف، كما أخذ على عاتقه بناء وتأهيل الكوادر الفنية من ضباط وأفراد وموظفين.

##### سلاح التموين

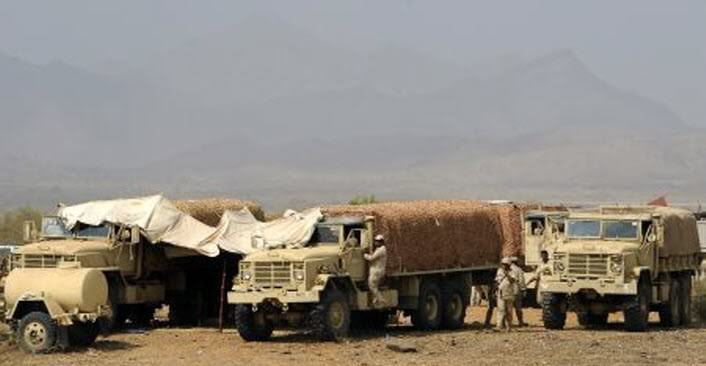
شاحنات لنقل الإمدادات

يعد سلاح التموين من الأسلحة الفنية المهمة بالقوات البرية، وتبرز أهميته في المقولة العسكرية الشهيرة (الجيوش تمشي على بطونها)، وهذه العبارة تحكي وتلخص تجارب عسكرية واقعية خاضتها الجيوش القديمة والحديثة، فسلاح التموين هو المعني بتوفير معظم أصناف التموين لكافة وحدات القوات البرية وتقديم الإسناد الإداري للتشكيلات القتالية أثناء العمليات الحربية.كانت بداية سلاح التموين بالجيش السعودي عبارة عن سريا تموين خاصة لخدمة الألوية في بعض المناطق العسكرية، وعندما توسعت قاعدة القوات البرية شكلت في عام 1369هـ إدارة للتموين والمهمات في منطقة الرياض، وفي عام 1377هـ تم إحداث أول تشكيل فني وإداري لهذا السلاح بمدينة الرياض على نطاق أوسع سمي بقيادة سلاح التموين والمهمات، وذلك لمواكبة التطور الشامل للجيش العربي السعودي.وبتاريخ 14/12/1392هـ تمت إعادة تنظيم السلاح، وأنشئت له عدة فروع في الناطق العسكرية، وتم تنفيذ هذا التنظيم الجديد ابتداء من 1/5/1405هـ، وكان آخر تعديل على تنظيم سلاح التموين والمهمات في 1/5/1410هـ، ولم تمض مدة طويلة حتى تم تغيير مسمى سلاح التموين والمهمات إلى اسمه الحالي (سلاح التموين) وذلك بتاريخ 1/5/1413هـ ويتولى سلاح التموين تموين تشكيلات ووحدات القوات البرية بكافة احتياجاتها من أصناف التموين، والتي تضم (الإعاشة) و(الملابس والتجهيزات والمعدات والأدوات المكتبية والمنزلية)، و(المحروقات)، و(متطلبات الفرد الشخصية) و(الذخيرة)، و(مواد البناء)، و(المنتجات النهائية الرئيسية، و(التجهيزات الطبية)، و(قطع الغيار)، و(مواد المساندة غير العسكرية).

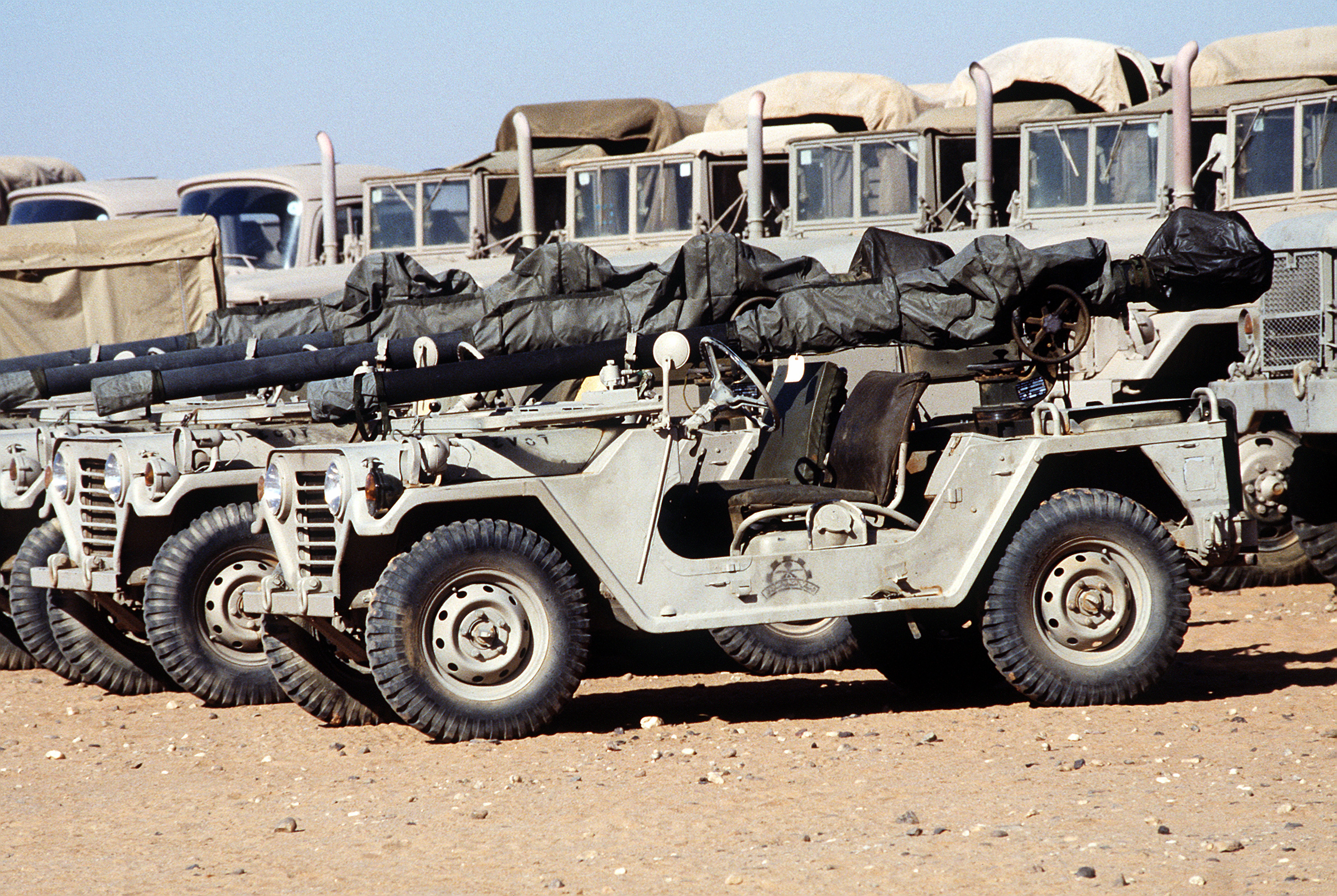
مجموعة سيارات الجيب التي تملكها القوات البرية الملكية السعودية أثناء حرب الخليج الثانية عام 1990م

##### سلاح النقل
يلعب سلاح النقل دوراً مهماً جداً في القوات البرية، إذ أنه المسؤول عن تأمين نقل الأفراد، والمعدات، والأسلحة، والنقل الإداري، ومختلف أصناف التموين، والمشاركة بالمهام الإنسانية، والإسهام في مهمة الحج وشهد سلاح النقل تطورات مهمة منذ تأسيسه أسهمت في الوصول به إلى مستوى عالي من التقدم.

##### سلاح الطيران

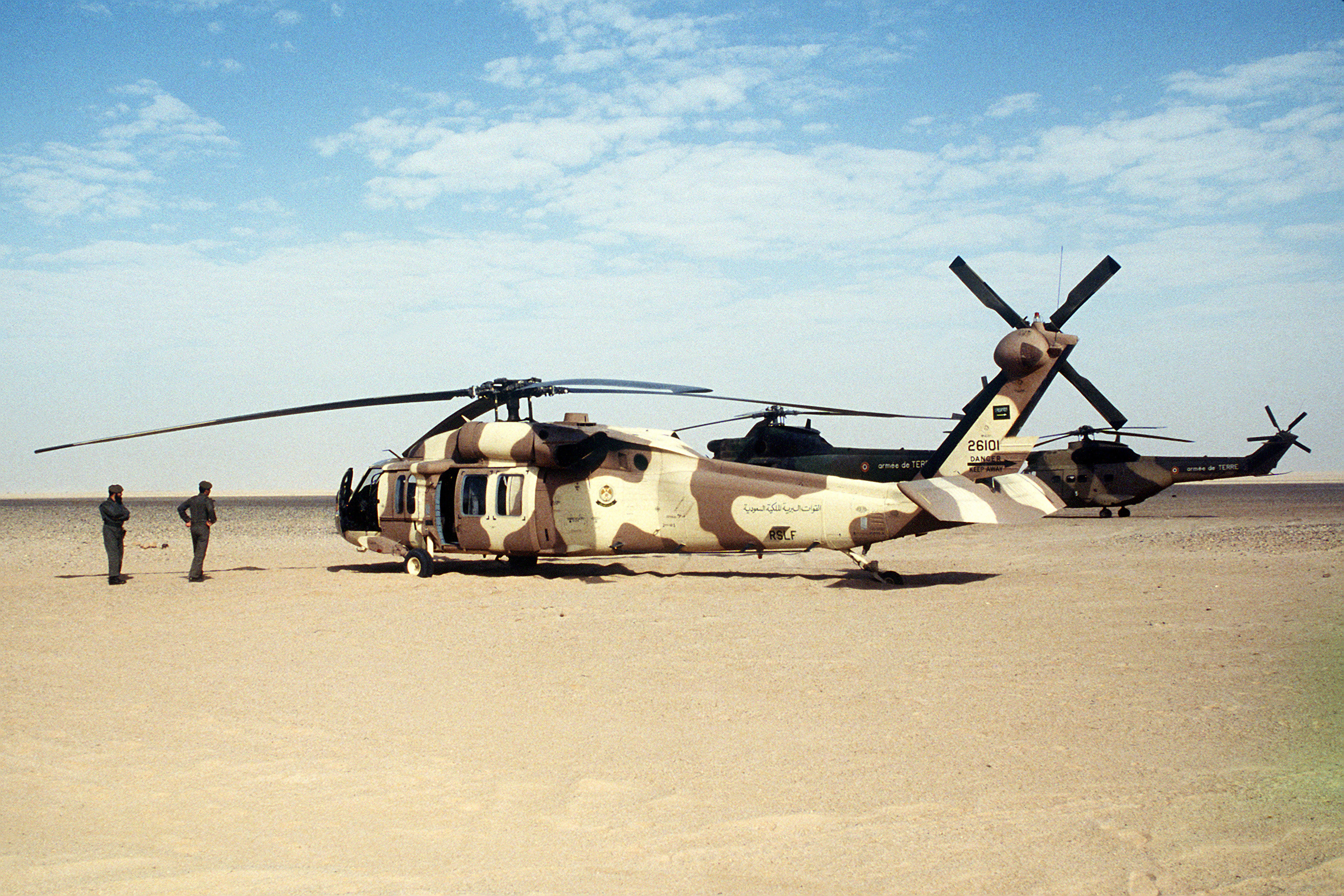
مروحية بلاك هوك تابعة لسلاح طيران القوات البرية الملكية السعودية

مرّ طيران القوات البرية بمراحل تاريخية جعلت منه أهم أسلحة القتال بالقوات البرية في القوات البرية، وذلك بفضل توجيهات ولي العهد نائب رئيس مجلس الوزراء وزير الدفاع والطيران والمفتش العام الأمير سلطان بن عبد العزيز، ونائبه الأمير عبد الرحمن بن عبد العزيز.وكان لهيئة عمليات القوات البرية دور فاعل في إعداد نواة التأسيس الأولى للطيران، عندما تم ابتعاث مجموعة من ضباط القوات البرية لدراسة الطيران العمودي في الولايات المتحدة الأميركية.وفي 9/1/1400هـ صدرت الموافقة على تأسيس مكتب مشروع الطيران في عمليات القوات البرية، وتزويد طيران القوات البرية بطائرات عمودية متطورة. وكان لتاريخ 1/8/1402هـ أهمية بالغة للطيران في القوات البرية، إذ جرى فيه تحويل «مكتب مشروع الطيران» إلى «قيادة طيران الجيش» بسبب ازدياد مهمات هذه القيادة وتوسعها، وعدّل مسماها ليصبح «قيادة طيران القوات البرية»اعتباراً من 1/7/1417هـ، ومنذ ذلك الوقت وطيران القوات البرية يشهد تطوراً كبيراً. وحالياً يتبع هذا السلاح معهد متكامل .

### المرافق الأكاديمية

#### المعاهد
| - معهد اللغات العسكري - المعهد الملكي الفني | - معهد سلاح المشاة الملكي - معهد سلاح المدرعات الملكي |

#### المراكز
| - مركز ومدرسة المظليين وقوات الأمن الخاصة - مركز ومدرسة سلاح المدفعية الملكي - مركز ومدرسة سلاح الإشارة الملكي - مركز ومدرسة سلاح المهندسين الملكي | - مركز ومدرسة سلاح الصيانة الملكي - مركز ومدرسة سلاح الطيران الحربي - مركز ومدرسة سلاح التموين الملكي - مركز ومدرسة سلاح النقل الملكي |

| - مدرسة الإدارة العسكرية - مدرسة الوقاية من أسلحة الدمار الشامل | - مراكز تدريب قيادة العربات - مراكز التجنيد والتدريب |

#### التمويه

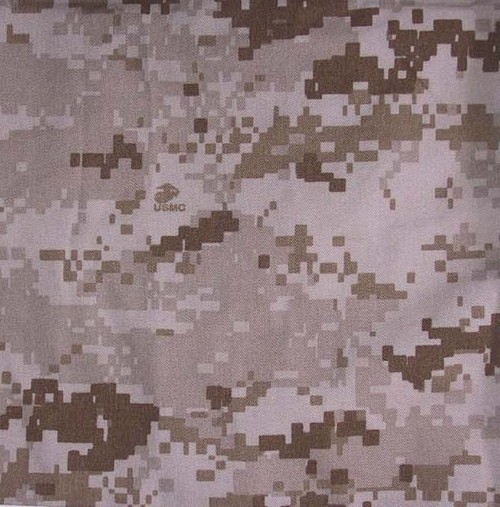
التمويه الرقمي للقوات البرية الملكية السعودية

## الضباط والجنود

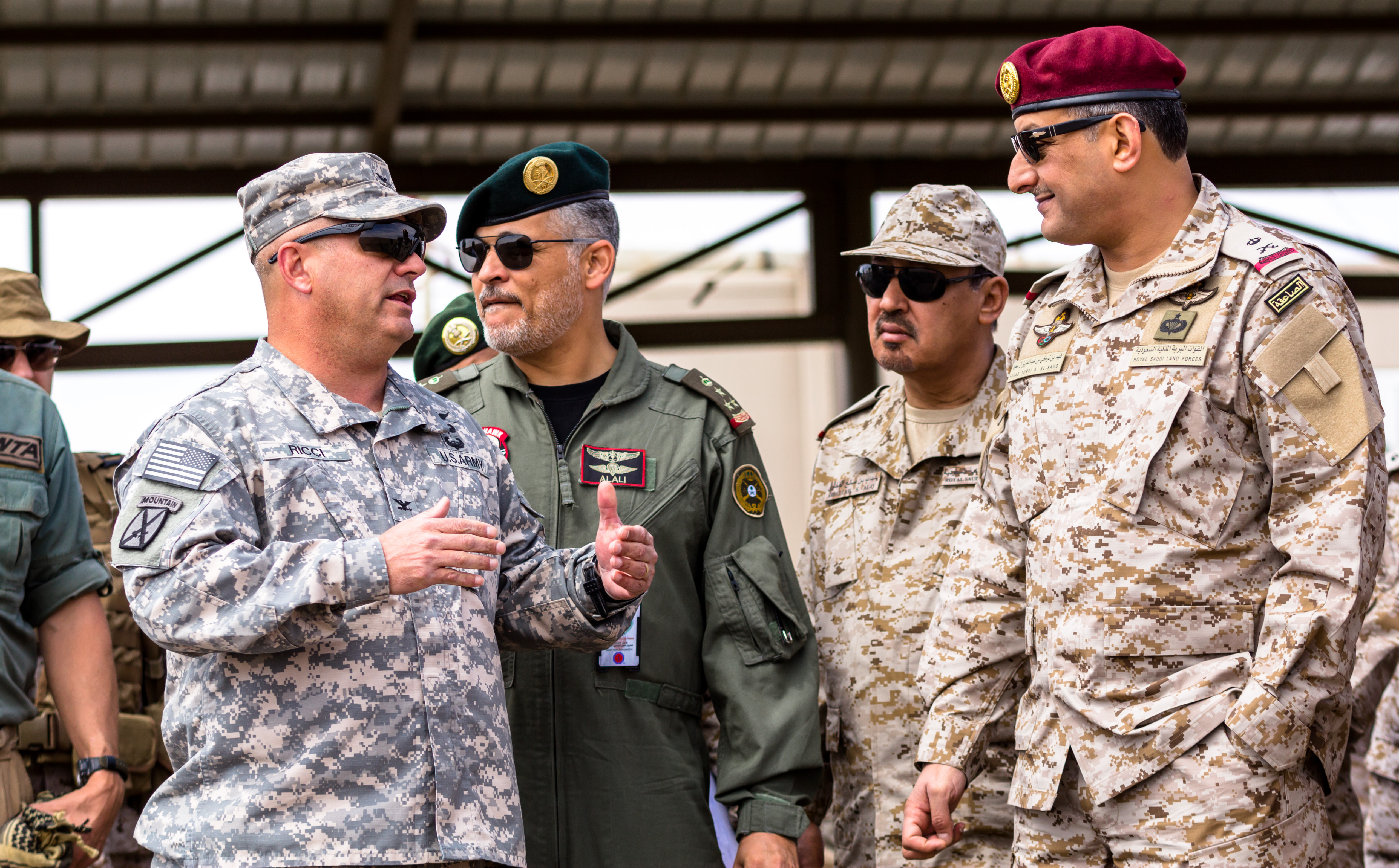
سمو الفريق (ركن) فهد بن تركي آل سعود

### الرتب العسكرية

#### الضباط القادة
| • الرتب            | عقيد  | عميد  | لواء  | فريق  | فريق أول |  |
| سابقة تشريفية      | سعادة | سعادة | سعادة | معالي | معالي    |  |
| ------------------ | ----- | ----- | ----- | ----- | -------- |  |
| إداري ميداني قتالي |       |       |       |       |          |  |

#### الضباط
| • الرتب            | ملازم | ملازم أول | نقيب | رائد | مقدم |
| ------------------ | ----- | --------- | ---- | ---- | ---- |
| إداري ميداني قتالي |       |           |      |      |      |

#### ضباط الصف
| • الرتب            | وكيل رقيب | رقيب | رقيب أول | رئيس رقباء |
| ------------------ | --------- | ---- | -------- | ---------- |
| إداري ميداني قتالي | •         | •    | •        |            |

#### الأفراد
| • الرتب | جندي     | جندي أول | عريف |
| ------- | -------- | -------- | ---- |
| قتالي   | بلا رتبة |          |      |

### الزي العسكري

زي الجيش السعودي أثناء الحرب السعودية اليمنية عام 1934.

#### القبعات
|                      |                |                    |
| قبعة الشرطة العسكرية | القبعة الرسمية | قبعة القوات الخاصة |

## التسليح

### الأسلحة الخفيفة
| براوينغ هاي باور    |  | مسدس نصف آلي       | بلجيكا             |                                                  |
| جلوك                |  | مسدس نصف آلي       | النمسا             |                                                  |
| رشاش                |  |                    |                    |                                                  |
| إف إن بي 90 (سلاح)  |  | مسدس رشاش          | بلجيكا             |                                                  |
| إم بي 5             |  | مسدس رشاش          | ألمانيا            | تصنع بترخيص في المؤسسة العامة للصناعات العسكرية  |
| هكلر آند كوخ جي36   |  | بندقية اقتحام      | ألمانيا            | تصنع بترخيص في المؤسسة العامة للصناعات العسكرية  |
| جي 3                |  | بندقية اقتحام      | ألمانيا · السعودية | تصنع بترخيص في المؤسسة العامة للصناعات العسكرية  |
| بندقية إم-4 القصيرة |  | بندقية اقتحام      | الولايات المتحدة   |                                                  |
| شتاير أوج           |  | بندقية اقتحام      | النمسا             |                                                  |
| إيه كيه-103         |  | بندقية اقتحام      | روسيا · السعودية   | تصنع بترخيص في الشركة السعودية للصناعات العسكرية |
| شتاير أوج           |  | بندقية آلية        | النمسا             |                                                  |
| إف إن ماج           |  | رشاش متعدد الأغراض | بلجيكا             |                                                  |
| M2 Browning         |  | مدفع رشاش ثقيل     | الولايات المتحدة   |                                                  |

#### مضادات
| الطراز                  | صورة | نوع             | بلد المنشأ       | ملاحظة                                           |
| مضادات                  |      |                 |                  |                                                  |
| ----------------------- | ---- | --------------- | ---------------- | ------------------------------------------------ |
| ستينغر                  |      | مضاد للدروع     | الولايات المتحدة |                                                  |
| جافلن                   |      | مضاد للدروع     | الولايات المتحدة |                                                  |
| سوينج فاير              |      | مضاد للدروع     | المملكة المتحدة  |                                                  |
| فيكرز فيجلنت            |      | مضاد للدروع     | المملكة المتحدة  |                                                  |
| إم 47 دراغون            |      | مضاد للدروع     | الولايات المتحدة |                                                  |
| هيلفاير                 |      | مضاد للدروع     | الولايات المتحدة |                                                  |
| هوت                     |      | مضاد للدروع     | فرنسا · ألمانيا  |                                                  |
| هوت2                    |      | مضاد للدروع     | فرنسا · ألمانيا  |                                                  |
| صاروخ بريمستون          |      | صواريخ جو - أرض | المملكة المتحدة  |                                                  |
| بيل 2                   |      | مضاد للدروع     | السويد           |                                                  |
| إس إس 1.1               |      | مضاد للدروع     | فرنسا            |                                                  |
| بي جي إم-71 تاو         |      | مضاد للدروع     | الولايات المتحدة |                                                  |
| بي جي إم-71 سي أي تاو   |      | مضاد للدروع     | الولايات المتحدة |                                                  |
| بي جي إم-71 دي تاو 2    |      | مضاد للدروع     | الولايات المتحدة |                                                  |
| بي جي إم-71 إي تاو 2 أي |      | مضاد للدروع     | الولايات المتحدة |                                                  |
| آر بي جي 7              |      | مضاد للدروع     | الاتحاد السوفيتي |                                                  |
| 9إم133 كورنت            |      | مضاد للدروع     | روسيا · السعودية | تصنع بترخيص في الشركة السعودية للصناعات العسكرية |

#### الهاون
| الطراز        | صورة | نوع  | بلد المنشأ       | ملاحظة |
| هاون          |      |      |                  |        |
| ------------- | ---- | ---- | ---------------- | ------ |
| إم 224        |      | هاون | الولايات المتحدة |        |
| براندت        |      | هاون | فرنسا            |        |
| مورتيير 120مم |      | هاون | فرنسا            |        |
| إم 30         |      | هاون | الولايات المتحدة |        |
| 2 أر 2 إم     |      | هاون | فرنسا            |        |

### الأسلحة الثقيلة

#### الدبابات
| الطراز       | صورة | بلد المنشأ       | النوع   | الكمية | ملاحظة |
| دبابة        |      |                  |         |        | |
| ------------ | ---- | ---------------- | ------- | ------ | --- |
| إم1 أبرامز   |      | الولايات المتحدة | M1A2SEP | 575    | اشترت المملكة ٣٧٣ دبابة M1A2 ، بالإضافة إلى ٦٩ دبابة M1A2SEP طلبت في ٨ يونيو ٢٠١٣ وسلمت بحلول ٣١ يوليو ٢٠١٤. لاحقًا قررت المملكة ترقية جميع نسخ M1A2 إلى M1A2SEP.  |
| إم-60 باتون  |      | الولايات المتحدة | M60A3   | 450    | تم الحصول على ٤٨٥ دبابة. رسميًا ستنقل إلى الاحتياط لكن العديد من الكتائب ما زالت تستعملها.                                                                         |
| أي أم أكس-30 |      | فرنسا            |         | 350    | اشتري ٢٥٠ دبابة ما بين عامي ١٩٧٣ - ١٩٧٤. الآن تخدم كدبابة احتياط. تحيل المملكة دبابات AMX-30 للتقاعد عن طريق بيعها لعديد من المشترين، مثل القوات البرية التونسية. |

#### العربات
| الطراز            | صورة | بلد المنشأ       | النوع | الكمية | ملاحظة                                                |
| مركبة مشاة قتالية |      |                  |       |        |                                                       |
| ----------------- | ---- | ---------------- | ----- | ------ | ----------------------------------------------------- |
| أم2 برادلي        |      | الولايات المتحدة | M2A2  | 400    | مركبة المشاة القتالية الرئيسية للجيش السعودي.         |
| AMX-10P           |      | فرنسا            |       | 500    | شريت ٥٠٠ من فرنسا عام ١٩٧٤ أغلبها مخزنة الآن كاحتياط. |

| الطراز                 | صورة | بلد المنشأ                          | النوع                                   | الكمية | ملاحظة                                                                                   |
| ناقلة جنود مدرعة       |      |                                     |                                         |        |                                                                                          |
| ---------------------- | ---- | ----------------------------------- | --------------------------------------- | ------ | ---------------------------------------------------------------------------------------- |
| إم-113                 |      | الولايات المتحدة · السعودية · تركيا | Many                                    | 3000   | 364 تم ترقيتها في تركيا. وتعديل الكثير منها في المؤسسة العامة للصناعات العسكرية السعودية |
| مدرعة فوكس             |      | ألمانيا الغربية                     | NBC reconnaissance Ambulance CP version | 175    |                                                                                          |
| أوشكوش إل-أي تي في     |      | الولايات المتحدة                    | مركبة مدرعة                             | 1859   |                                                                                          |
|                        |      |                                     |                                         |        |                                                                                          |
| لاف 3                  |      | كندا                                | مركبة مدرعة                             | 500    |                                                                                          |
| مواق بيرناها           |      | سويسرا                              | مركبة مدرعة                             | 150    |                                                                                          |
| EE-11                  |      | البرازيل                            | مركبة مدرعة                             | 250    |                                                                                          |
| نكستر ارافيس           |      | فرنسا                               |                                         | 200    | [ 30 ]                                                                                   |
| Panhard M3             |      | فرنسا                               |                                         | 150    |                                                                                          |
| V-150                  |      | الولايات المتحدة                    |                                         | 579    |                                                                                          |
| بنهارد إيه إم إل-60/90 |      | فرنسا                               |                                         | 235    | [ 29 ]                                                                                   |
| المصمك                 |      | السعودية                            |                                         | 2,750  | x                                                                                        |
| الفهد                  |      | السعودية                            | مركبة مدرعة                             | 2000+  |                                                                                          |
| النايف                 |      | السعودية                            | مركبة مدرعة                             | 2000+  |                                                                                          |

| الطراز     | صورة | بلد المنشأ       | النوع | الكمية  | ملاحظة |
| دفع رباعي  |      |                  |       |         |        |
| ---------- | ---- | ---------------- | ----- | ------- | ------ |
| هامفي      |      | الولايات المتحدة |       | 15,000+ |        |
| CUCV II    |      | الولايات المتحدة |       | 2,000+  |        |
| URO VAMTAC |      | إسبانيا          |       | 300     | [ 34 ] |

#### المدافع
| الطراز                     | صورة | بلد المنشأ                | النوع        | الكمية | ملاحظة                                           |
| مدفعية و أنظمة الصواريخ    |      |                           |              |        |                                                  |
| -------------------------- | ---- | ------------------------- | ------------ | ------ | ------------------------------------------------ |
| راجمة صواريخ أم 270        |      | الولايات المتحدة          | راجمة صواريخ | 50     |                                                  |
| توس-1                      |      | الاتحاد السوفيتي السعودية | راجمة صواريخ | N/A    | تصنع بترخيص في الشركة السعودية للصناعات العسكرية |
| Astros II MLRS             |      | البرازيل                  | راجمة صواريخ | 72     | SS-30                                            |
| بي إل زد-45                |      | الصين                     | مدفع ذاتي    | 54     | هاوتزر ذاتي الدفع عيار ١٥٥ مللي                  |
| إم 109 هاوتزر              |      | الولايات المتحدة          | مدفع ذاتي    | 48 110 | M109A5 M109A2 هاوتزر ذاتي الدفع عيار ١٥٥ مللي    |
| GCT                        |      | فرنسا                     | مدفع ذاتي    | 51     | هاوتزر ذاتي الدفع عيار ١٥٥ مللي                  |
| ام 198 هاوتزر عيار 155 مم  |      | الولايات المتحدة          | هاوتزر       | 120    |                                                  |
| FH - 70                    |      | المملكة المتحدة           | هاوتزر       | 40     | هاوتزر عيار ١٥٥ مللي                             |
| M114 howitzer              |      | الولايات المتحدة          | هاوتزر       | 50     | جميعها مخزنة في الاحتياطي.                       |
| M102 howitzer              |      | الولايات المتحدة          | هاوتزر       | 140    | عيار ١٠٥ مللي                                    |
| M101 howitzer              |      | الولايات المتحدة          | هاوتزر       | 100    | جميعها مخزنة في الاحتياطي.                       |
| M224 Mortar                |      | الولايات المتحدة          |              |        |                                                  |
| الهاون Brandt 60mm LR Gun  |      | فرنسا                     |              |        |                                                  |
| المدفع MO-120-RT-61        |      | فرنسا                     |              | 200    |                                                  |
| 2R2M 120MM                 |      | فرنسا                     |              | 28     |                                                  |
| إم 30                      |      | الولايات المتحدة          |              |        | N/A                                              |
| بي إل زد-45                |      | الصين                     |              | 54     |                                                  |
| إم 109 هاوتزر              |      | الولايات المتحدة          |              | 280    |                                                  |
| CAESAR 155mm               |      | فرنسا                     |              | 100    |                                                  |
| جي سي تي 155مم             |      | فرنسا                     |              | 90     |                                                  |
| هاوتزر عيار 155 مم FH - 70 |      | الاتحاد الأوروبي          |              | 72     |                                                  |

### الطائرات الحربية
|                             | صورة | بلد المنشأ       | النوع                 | النسخة     | الكمية | ملاحظة                                                      |
| طيران الجيش                 |      |                  |                       |            |        |                                                             |
| --------------------------- | ---- | ---------------- | --------------------- | ---------- | ------ | ----------------------------------------------------------- |
| إيه إتش-64 أباتشي           |      | الولايات المتحدة | مروحية هجومية         | AH-64D     | 92     | .                                                           |
| أو إتش-58 كيوا              |      | الولايات المتحدة | Scout Helicopter      | Bell 406CS | 13     |                                                             |
| سيكورسكي يو إتش-60 بلاك هوك |      | الولايات المتحدة | مروحية نقل            | UH-60L     | 37     | طلبت السعودية 24 مروحية من نوع UH-60L بقيمة 350مليون دولار. |
| سيكورسكي إس-70              |      | الولايات المتحدة | مروحية إخلائ طبي      | S-70A1L    | 8      |                                                             |
| بوينغ سي إتش-47 شينوك       |      | الولايات المتحدة | طائرة نقل عسكري       | ?          | ?      |                                                             |
| Aeryon Scout                |      | كندا             | طائرة بدون طيار صغيرة |            | 10     |                                                             |
| صقر                         |      | السعودية         | طائرة بدون طيار صغيرة | ?          | 145+   |                                                             |

### الرادارات والأقمار
| سعودي سات 1، 2، 3، 4            |  | قمر صناعي | السعودية         |  |
| سعودي كمسات 1، 2، 3، 4، 5، 6، 7 |  | قمر صناعي | السعودية         |  |
| قمر صناعي بلياد                 |  | قمر صناعي | فرنسا            |  |
| فالكون آي                       |  | قمر صناعي | فرنسا            |  |
| رادار                           |  |           |                  |  |
| أي إن 117                       |  | رادار     | الولايات المتحدة |  |
| أي إن 43                        |  | رادار     | الولايات المتحدة |  |
| سبكسر 2000                      |  | رادار     | فرنسا            |  |